# Philomela (Gesangbuch)
Die Philomela ist ein erstmals 1684 erschienenes Gesangbuch in rätoromanischer Sprache. Es prägte den geistlichen Gesang im (Unter-)Engadin im 17. und 18. Jahrhundert massgeblich.

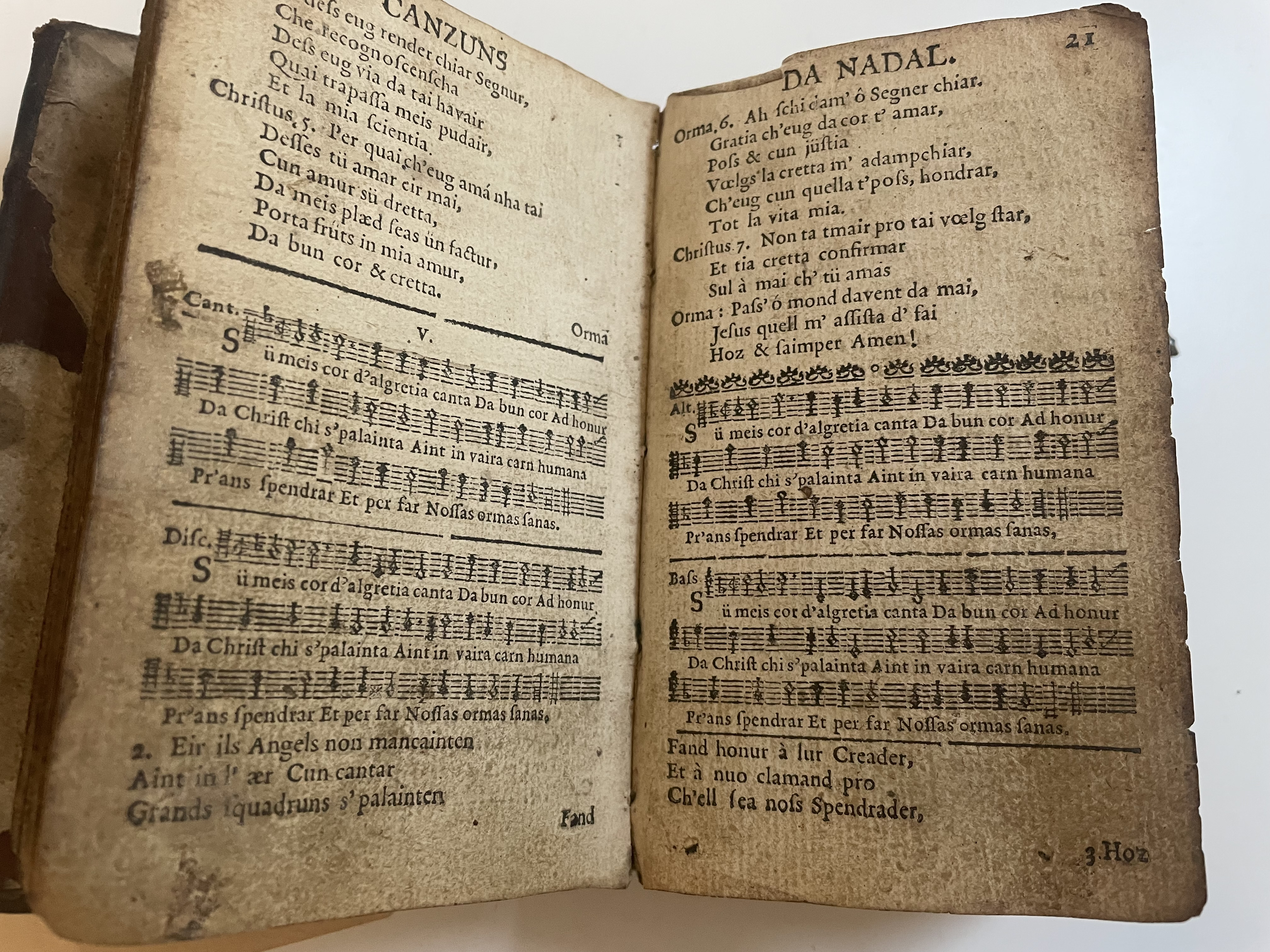
Philomela, 2. Auflage, 1702 – Sü meis cor d’algretia canta Da bun cor

## «Philomela» von 1684
Johannes Martinus (romanisch: Jon Martin) übernahm nach dem Tod seines Vaters Martinus ex Martinis aus Sent 1668 dessen Stelle als Pfarrer in Ramosch. Martinus erhielt 1680 die Erlaubnis, eine freie Übersetzung der Teutschen Gedichte (1648) von Johann Wilhelm Simler zu verfassen und sie zusammen mit eigenen Gedichten und solchen seines Vaters als Philomela. Quai ais Canzuns spiritualas zu veröffentlichen. Umgangssprachlich sind sie als La Philomela (deutsch: «Nachtigall») oder Il Simler bekannt.
Die Philomela von 1684 (1. Auflage) enthält im musikalischen Hauptteil 88 neuverfasste geistliche Gedichte, übersetzte beziehungsweise neugedichtete Lieder und Psalmen zu vier Stimmen im unterengadinischen Idiom Vallader. Nur bei 66 Sätzen sind die Noten abgedruckt. Als hauptsächliche Quelle gibt Martinus Johann Wilhelm Simler an. Die Melodien der übrigen Lieder verweisen auf Lurainz Wietzels Psalms da David. Zusätzlich enthält Philomela neun Lieder des Vaters von Johannes Martinus. Insgesamt enthält diese erste Ausgabe 83 vorwiegend vierstimmige Sätze. Nebst diesen Liedern reihten die Pfarrer der Umgebung von Ramosch weitere «wertvolle» Bücher ein, die im Engadin als «Trost» und «zum Lob Gottes» erschienen waren.
Der Pfarrer Jacob Antonius Vulpius aus Ftan weist in seinem Lobgedicht darauf hin, dass die gedruckten Noten erstmals das richtige Singen der Gebete ermöglichten. Das berühmteste Lied der Philomela ist Martinus ex Martinis’ Freiheitslied Canzun davart la Libertat da nossas 3 Ligias mit 16 Strophen zu vier Versen, die jeweils mit dem Wort Libertat («Freiheit») enden. Dieses Gedicht konnte zu den Psalmmelodien des Lobwasser-Psalters gesungen werden. Als poetischer Ausdruck eines Freiheitsgefühls ist es in die Tradition der politischen Volkslieder aus Graubünden eingebettet, welche die lese- und schreibunkundige, aber entscheidungsmächtige Bevölkerung der Drei Bünde erreichen und beeinflussen sollte. Als die Philomela 1684 erschien, lag der Verlust des Veltlins zwar viele Jahre zurück, aber dieses Lied liess die Zerstörungen, die der österreichische Oberbefehlshaber Alois Baldiron im Unterengadin hinterlassen hatte, lebendig erscheinen. Das Lied wurde zu einer poetischen Manifestation des Freiheitsgefühls in Romanischbünden.
Die erste, 476-seitige Auflage (1684) wurde bei Nuot Clà Janett in Tschlin gedruckt. Im 18. Jahrhundert erfuhr Philomela drei weitere Auflagen. Die zweite Auflage (1702) enthält 60 neue geistliche Lieder aus der zweiten Auflage von Christian Hubers Sammlung Geistliche Seelenmusik von 1682. Die Sätze aus dieser Auflage sind drei- bis vierstimmig mit einer möglichen instrumentalen Begleitung (Colla parte) oder für zwei Sopranstimmen und Basso continuo gesetzt. Der gute Absatz dieser 2. Auflage veranlasste die Erben von Johannes Martinus und den Pfarrer Johannes J. Vital, eine weitere Ausgabe zu überarbeiten und zu erweitern. Die in der zweiten Auflage gestrichenen Lieder von Martinus ex Martinis wurden (teilweise) in der dritten (1751) und vierten (1797) Auflage zusammen mit neuen Liedern aus anderen Gesangbüchern, die in der Zwischenzeit im Umlauf waren, wiederaufgenommen.
Die rasch vergriffenen Auflagen der Philomela zeigen, dass Il Simler rasch zum Volksgut wurde und in der privaten Andacht und Erbauung, im religiösen Unterricht (Katechismus) und in den Schulen des Unter- und Oberengadins sowie in der Val Müstair breite Anwendung fand. Aus der Philomela wurde viel und gern gesungen. Ihre Melodien sind nicht so streng wie jene der Genfer Psalmen, und die Texte sind volkstümlicher. Die Lieder der Philomela wurden höchstwahrscheinlich nicht im Gottesdienst gesungen, sondern dienten wohl ausschliesslich der häuslichen Andacht und der Unterweisung.

## Lieder der «Philomela» im «Il Coral»
Eine grosse Zahl der in der Philomela erschienenen Lieder und Texte finden sich im rätoromanischen Kirchengesangbuch Il Coral (1977) des Engadins und des Münstertals wieder. Auch das Freiheitslied findet sich als fünfstrophiges Lied bei der Nummer 223 wieder. Text und Melodie stammen von Johannes Martinus ex Martinis (dem Vater von Johannes Martinus), der vierstimmige Satz von Otto Barblan.
Aus der ersten Auflage von 1684 finden sich folgende Lieder mit Texten von Johannes Martinus im Coral (1977):
- Nr. 4: Müravglius es Dieu’l Signur in sas ouvras da splendur. Melodie: Johann Crüger (1653)
- Nr. 50: Tuot meis cour in mai s’movainta. Melodie: Herrnhut (vor 1740)
- Nr. 53: Qunat splenduraint è’l Redentur. Melodie: Philipp Nicolai (1599)
- Nr. 55: Na rösa splendurainta es Crist, nos Segner char. Melodie: unbekannt (aus dem 15. Jahrhundert)
- Nr. 61: Quai cha Dieu voul, adüna vain. Melodie: Claudin de Sermisy (1529)
- Nr. 68: O Dieu, ma vit’ e meis salüd. Melodie: unbekannt
- Nr. 100: Blers duns ans dà nos Segner da tschêl tras sa buntà. Melodie: unbekannt
- Nr. 114: Segner, rai da tschêl e terra. Melodie: Johann Crüger (1649)
- Nr. 123: Nus qua vivain sco’n pelegrin chi minchadi sto far chamin. Melodie: unbekannt
- Nr. 144: Sü, meis cour, d’algrezcha chanta. Melodie: Halle (1704)
- Nr. 148: S’allegra pür, Gerusalem. Melodie: Melchior Vulpius (1609)
- Nr. 158: O Segner Gesu, per che malefizi. Melodie: Johann Crüger (1640)
- Nr. 159: O stramantur, o che dolur! Melodie: Mainz (1628)
- Nr. 175: Pür sü, fidels, e cuschidrai. Melodie: Böhmische Brüder (1531)
- Nr. 178: A tschêl s'ha Crist hoz adozà. Melodie: Melchior Vulpius (ca. 1600)
- Nr. 181: Pür s’allegrai, vus tuots fidels, cha Crist es it a tschêl. Melodie: Irland (19. Jahrhundert)
- Nr. 186: Spiert Sonchischem, chi vivaivast ant chi gniss foundà il muond. Melodie: Johann Georg Christian Störl (ca. 1700)
- Nr. 192: Pür stat sü, cha’ls anguels claman! Melodie: Philipp Nicolai (1599)
- Nr. 213: L’otischem Dieu saj’ ot lodà. Melodie: Nikolaus Selnecker (1572), Satz: Johann Sebastian Bach (ca. 1740)
- Nr. 220: Al Segner remetter vögl eu touot meis far. Melodie und Satz: Otto Barblan (1922)
- Nr. 221: Mattina cun bellas ögliadas cumpara. Melodie: Melodie und Satz: Otto Barblan (1922)

Aus der zweiten Auflage von 1702 finden sich folgende Lieder mit Texten von Johannes Martinus im Coral (1977):
- Nr. 1: Nos Dieu pür tuots lodain cul cuor. Melodie: Johann Crüger (1647)
- Nr. 5: Lodain ed ingrazchamain da cuor nus tuots l’etern Signur. Melodie: Johann Crüger (1653)
- Nr. 11: Gni nan tuots in concordia i’l taimpel sonch da Dieu. Melodie: Hans Georg Nägeli (1828)
- Nr. 33: Dieu, patrun da tschêl e terra. Melodie: unbekannt
- Nr. 38: L’es it adieu il cler sulai. Melodie: unbekannt
- Nr. 54: Meis Gesu es la vita mia, meis Gesu es meis grand tesor Melodie: Johann Balthasar König (1738)
- Nr. 127: Co dess eu at retschaiver, meis Gesu, Spendradur? Melodie: Melchior Teschner (1614)
- Nr. 136: Ün mess da tschêl eu sun gnü qui cun buna nouva. Melodie: Martin Luther (ca. 1538)
- Nr. 161: Crastian, che vita mainast. Melodie: Christian Knorr von Rosenroth (1684)